# 雙子星冰原島峰 (杜費克海岸)
84°42′S 176°38′W / 84.700°S 176.633°W
雙子星冰原島峰（英語：Gemini Nunataks），是南極洲的两座样子和高度类似的冰原島峰，位於杜費克海岸罗斯属地毛德王后山脈内，處於科爾山東南面的沙克爾頓冰川西岸，由德克薩斯理工大學探險隊命名，現時由南極條約體系管理。
山的名字以双子座命名。